# تسار کالویان (شهر)

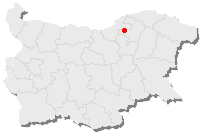
نمایی از محل قرارگیری شهر تسار کالویان در استان رازگراد کشور بلغارستان - ۲۰۰۴

تسار کالویان شهری در استان رازگراد کشور بلغارستان است که جمعیت آن در سال ۲۰۰۱ میلادی ۴٬۸۴۸ نفر بوده‌است.